# Plamen Timtschew
Plamen Schimtschew Timtschew (bulgarisch Пламен Шимчев Тимчев; * 12. Juli 1951 in Gabrowo) ist ein ehemaliger bulgarischer Radrennfahrer.

## Sportliche Laufbahn
Timtschew war Teilnehmer der Olympischen Sommerspiele 1972 in München. Dort bestritt er mit dem Bahnvierer die Mannschaftsverfolgung und wurde mit dem bulgarischen Team (Dimo Angelow Tontschew, Nikifor Mintschew, Plamen Timtschew und Iwan Zwetkow) als 5. klassiert.